# Sala d'operacions

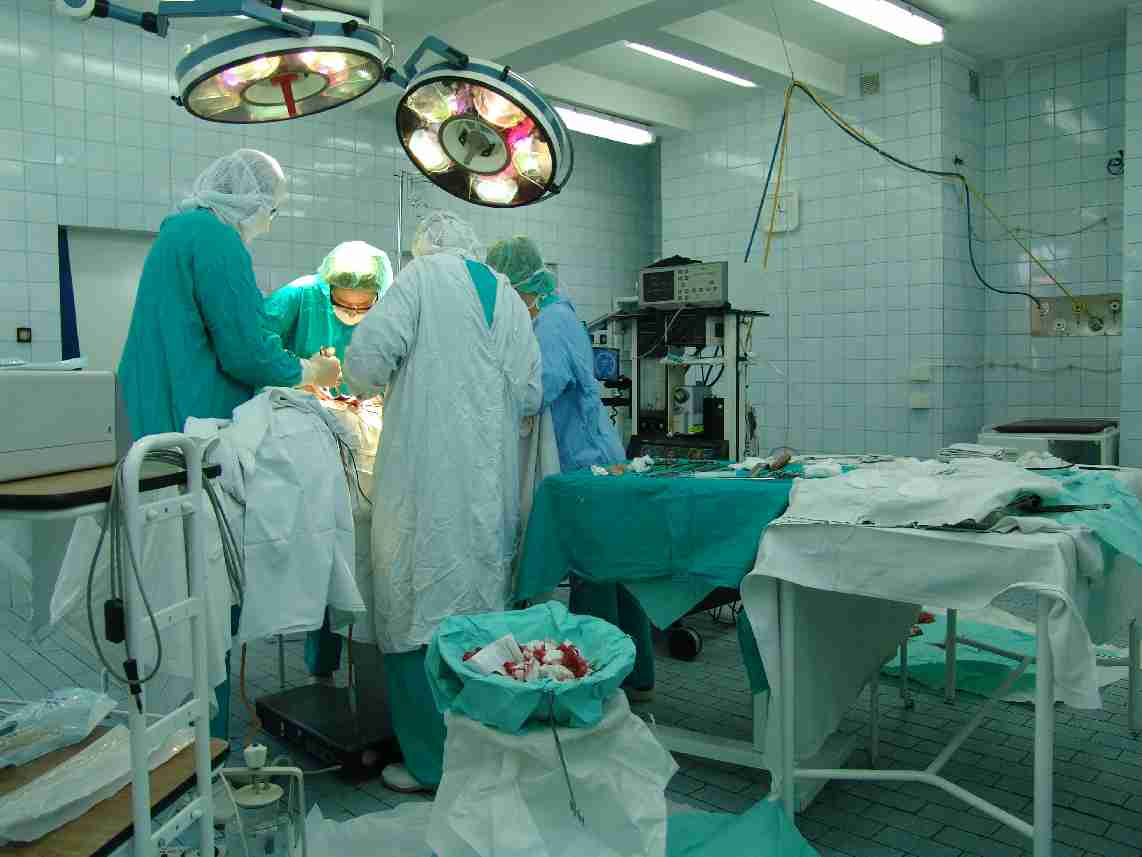
Sala d'operacions

Una sala d'operacions o quiròfan, per castellanisme, és una estructura independent en la qual es practiquen intervencions quirúrgiques i actuacions d'anestèsia-reanimació necessàries per al bon desenvolupament d'una intervenció i de les seves conseqüències que tenen lloc en general a l'exterior de la sala d'operacions.

## Objectiu
El seu objectiu és oferir un marc potent a totes les intervencions, electives o urgents, als pacients que presenten afeccions quirúrgiques regulades o urgents.